# Saint-Michel-du-Palais
Saint-Michel-du-Palais var en kyrkobyggnad i Paris, helgad åt den helige Ärkeängeln Mikael. Kyrkan var belägen vid Cour du Palais vid Sainte-Chapelle på Île de la Cité i fjärde arrondissementet. Tillnamnet ”Palais” syftar på Palais de Justice.

## Historia
Kyrkan uppfördes under 900-talets senare hälft. I kyrkan döptes flera av Frankrikes prinsar, bland andra Filip II August. Saint-Michel-du-Palais revs år 1784.

## Bilder
| - Saint-Michel-du-Palais (längst till vänster). Gravyr från år 1852. - Minnesplakett över Saint-Michel-du-Palais vid Boulevard du Palais 10. |

### Webbkällor
- ”Saint Michel du Palais”. Histoires de Paris. 31 januari 2017. https://www.histoires-de-paris.fr/saint-michel-palais/. Läst 7 april 2022.